# エレージング
エレージング (ドイツ語: Eresing) はドイツ連邦共和国バイエルン州オーバーバイエルン行政管区のランツベルク・アム・レヒ郡に属す町村（以下、本項では便宜上「町」と記述する）で、ヴィンダッハ、フィンニングとともに行政共同体を形成する。

## 地理
エレージングは、アンマー湖の北西約6kmに位置し、ヴュルム氷期に形成されたアルプスの前山にあたる丘陵に囲まれている。

### 自治体の構成
本市は、公式には5つの地区 (Ort) からなる。このうち小集落や孤立農場などを除く集落を以下に列記する。
- アルゲルツハウゼン
- エレージング
- プフラウムドルフ — エレージングの東約2kmのモレーンの丘陵地に位置する。この村は海抜602mで、250人が住んでいる。

## 歴史
6世紀のものと同定される一連の出土品は、この町が古い定住地であることを示している。村の最も古い記録は、1126年の文書に現れる。エレージングは長らくフェル男爵の閉鎖ホーフマルクト（農場の集合体としての村）であった。1818年に自治体としてのエレージングが成立した。1887年にザンクト・オッティリエン修道院が創設された。

## 文化と見所
ザンクト・オッティリエンのベネディクト会修道院の墓地には、第二次世界大戦中に連行された46人の強制収容所犠牲者と9人の強制労働従事者それにナチス圧制下でのすべての犠牲者に捧げられた記念碑と、強制収容所犠牲者の共同墓 1基と個別墓 4基がある。
- ザンクト・オッティリエン修道院
- 聖ウルリヒ教区教会
- エレージング城趾

## 行政
町長はミヒャエル・クロッツ (Dorfgemeinschaft Eresing/Dorfgemeinschaft Pflaumdorf) である。町議会は12議席からなる。

### 紋章
図柄: 基部は鈍角の三角図形。その中に青いウルリヒ十字。残る部分は黒地で、斜め十字に組み合わされた銀のグリップを持つ金の戦棍が2本。

## 人物

### 出身者
- カスパール・エット（1788年 - 1847年）オルガニスト、ロマン派の作曲家
- ハンス・バウアー（1910年 - 1986年）性格俳優

## 引用
1. ↑  https://www.statistikdaten.bayern.de/genesis/online?operation=result&code=12411-003r&leerzeilen=false&language=de Genesis-Online-Datenbank des Bayerischen Landesamtes für Statistik Tabelle 12411-003r Fortschreibung des Bevölkerungsstandes: Gemeinden, Stichtag (Einwohnerzahlen auf Grundlage des Zensus 2011)
2. ↑  Bayerische Landesbibliothek Online
3. ↑  Gedenkstätten für die Opfer des Nationalsozialismus. Eine Dokumentation, Band 1. Bundeszentrale für politische Bildung, Bonn 1995, ISBN 3-89331-208-0, S. 130
4. ↑  “Wahl des ersten Bürgermeisters - Kommunalwahlen 2020 in Eresing - Gesamtergebnis”. 2021年4月4日閲覧。
5. ↑  “Wahl des Gemeinderats - Kommunalwahlen 2020 in Eresing - Gesamtergebnis”. 2021年4月4日閲覧。